# Вулиця Тена (Львів)
Вулиця Тена — вулиця у Шевченківському районі міста Львів, місцевість Замарстинів. Пролягає від вулиці Городницької до вулиці Липинського.

## Історія та забудова
Вулиця прокладена на початку XX століття, не пізніше 1908 року отримала офіційну назву Городницька бічна. У 1929 році перейменована на вулицю Ількевича. За радянських часів, з 1946 року мала назву вулиця Шишкіна, на честь російського художника-пейзажиста Івана Шишкіна. Сучасну назву вулиця отримала у 1993 році, на честь українського поета і перекладача Бориса Тена.
Вулиця забудована одноповерховими будинками початку XX століття у стилі класицизму (№ 5, № 7, № 8, № 9, № 10, № 11, № 13, № 15, № 17) та конструктивістськими будинками 1930-х років.